# Knight of Cups
Knight of Cups è un film del 2015 scritto e diretto da Terrence Malick.
Il titolo del film fa riferimento alla carta dei tarocchi del cavaliere di coppe.

## Trama
Il protagonista Rick è uno sceneggiatore di successo a Hollywood che vive in un mondo edulcorato fatto di ville, resort, spiagge e locali notturni, dove la cosa più importante è la ricerca del piacere. Viaggia tra Los Angeles e Las Vegas, alla ricerca di amore e di se stesso. Nella vita privata è invece un uomo tormentato: ha perso un fratello e si sente responsabile della morte di quest'ultimo. Ha alle spalle un matrimonio fallito e non sa cosa fare della sua vita. Nelle sue vicende personali si susseguono varie immagini di donne, eventi e flashback della sua infanzia, in un continuo flusso che non riesce a domare.
Ogni episodio della vita di Rick è associato a una particolare carta dei Tarocchi: La Torre, L'Eremita, L'appeso, La Morte e così via, che indicano una possibile lettura degli eventi. In tutto e per tutto Rick sembra assomigliare al protagonista di una favola che il padre gli raccontava quando era piccolo: un principe, figlio del re dell'Oriente, partiva verso Ovest in cerca di una perla; giunto a destinazione il principe bevve dalla coppa dell'oblio e si dimenticò chi era e il motivo del suo viaggio cadendo in un sonno profondo. Proprio come il principe, Rick sembra non riuscire a ricordarsi chi è. La perla, il senso della sua vita, gli sfugge di continuo e a nulla vale cercare questo significato profondo nelle donne che incontra e che lo amano. Forse, come il padre stesso gli dice, Rick è destinato a rimanere un pellegrino errante su questa terra, senza trovare mai il suo posto nel mondo.

## Costruzione
Il film è diviso in otto capitoli ognuno dedicato a personaggi diversi; i primi sette prendono il nome da altri tarocchi:
- 1 La Luna/The Moon
Della (Imogen Poots): donna dal carattere volitivo e ribelle
- 2 L’Appeso/The Hanged Man
Barry (Wes Bentley): fratello di Rick, e padre Joseph (Brian Dennehy)
- 3 L'Eremita/The Hermit
Tonio (Antonio Banderas): un playboy amorale
- 4 Il Giudizio/Judgment
Nancy (Cate Blanchett): dottoressa, ex-moglie di Rick
- 5 La Torre/The Tower
Helen (Freida Pinto): una top model
- 6 La Papessa/The High Priestess
Karen (Teresa Palmer): una spregiudicata spogliarellista
- 7 La Morte/Death
Elizabeth (Natalie Portman): donna sposata, incinta di un figlio (forse di Rick)
- 8 Libertà/Freedom
Isabel (Isabel Lucas): ragazza dolce e semplice che aiuterà Rick nella sua ricerca di se stesso

## Produzione

### Pre-produzione
Nel novembre 2011, Malick ha annunciato il film, confermando nel cast Cate Blanchett, Christian Bale e Isabel Lucas, e che sarebbe stato girato insieme con un altro progetto del regista, Song to Song. Per prepararsi al ruolo, Bale ha letto il romanzo di Walker Percy The Moviegoer, come suggeritogli da Malick.

### Riprese
Le riprese sono cominciate nel giugno 2012, e sono durate nove settimane, tenendosi a Las Vegas e Los Angeles.
A parte le pagine dei monologhi, nessuno degli attori ha ricevuto la sceneggiatura né prima o durante le riprese, ma soltanto delle indicazioni da Malick su che scena si stava per girare e il personaggio da interpretare. In questo modo, gran parte del cast non ha saputo di cosa parlasse il film fino alla sua anteprima pubblica. In altre occasioni, Malick ha fatto entrare in scena un attore all'insaputa degli altri attori che stavano recitando, costringendoli a improvvisare.

### Post-produzione
Il film è stato per ben due anni in sala di montaggio, poiché il numero di montatori impegnati a lavorare sul film è progressivamente aumentato con il procedere della post-produzione.

## Distribuzione
Il film è stato presentato in anteprima e in concorso alla 65ª edizione del Festival di Berlino nel febbraio 2015. L'anteprima statunitense si è tenuta a Santa Barbara il 7 febbraio 2016, mentre è stato distribuito il 4 marzo 2016 da Broad Green Pictures.
In Italia il film è stato distribuito da Adler Entertainment dal 9 novembre 2016.

## Riconoscimenti
- 2015 - Festival del cinema di Berlino
  - Candidatura all'Orso d'oro per Terrence Malick